# Rime Raya (Terangun)
Rime Raya is een bestuurslaag in het regentschap Gayo Lues van de provincie Atjeh, Indonesië. Rime Raya telt 183 inwoners (volkstelling 2010).